# Renata Domżał-Drzewicka
Renata Anna Domżał-Drzewicka (ur. 6 października 1972 w Lublinie) – polska pielęgniarka, urzędniczka państwowa i nauczyciel akademicki, doktor nauk medycznych, w latach 2004–2005 wicewojewoda lubelski.

## Życiorys
W 1996 ukończyła studia pielęgniarskie w Akademii Medycznej w Lublinie. Następnie była w tej uczelni asystentką w Katedrze Środowiskowej Opieki Zdrowotnej Wydziału Pielęgniarstwa i Nauk o Zdrowiu, pracowała także w Państwowej Wyższej Szkole Zawodowej w Ciechanowie. Kształciła się na podyplomowo w zakresie zarządzania i marketingu na Politechnice Lubelskiej, uzyskała też specjalizację z medycyny społecznej i pielęgniarstwa opieki długoterminowej oraz dyplom nauczyciela naturalnego planowania rodziny. W 2005 obroniła doktorat z nauk medycznych (specjalność biologia medyczna). 
Pracowała zawodowo m.in. jako asystent do spraw jakości opieki pielęgniarskiej w Zespole Opieki Zdrowotnej w Bełżycach, została też członkiem rady i władz Okręgowej Izby Pielęgniarek i Położnych w Lublinie. Prowadziła również działalność gospodarczą. Związała się z Partią Ludowo-Demokratyczną (nie będąc formalnie jej członkiem). W 2001 z listy SLD kandydowała do Sejmu (zdobyła 1776 głosów). 3 października 2004 objęła stanowisko drugiego wicewojewody lubelskiego z rekomendacji Partii Ludowo-Demokratycznej, odpowiadała m.in. za politykę społeczną, oświatę, inspekcję farmaceutyczną i handlową. Zakończyła pełnienie funkcji pod koniec 2005.
W 2022 została odznaczona Srebrnym Krzyżem Zasługi.